# Anton Schmitz (Politiker)
Anton Schmitz (* 27. Juni 1852 in Koblenz-Neuendorf; † 5. Juli 1934 in Wuppertal-Elberfeld) war ein deutscher Jurist und als Politiker Mitglied des preußischen Abgeordnetenhauses in der 20. Legislaturperiode (1903–1908).

## Leben
Als Sohn eines Ackerers geboren, studierte Schmitz nach dem Besuch des Progymnasiums in Andernach und des Gymnasiums in Münstereifel Rechtswissenschaften in Heidelberg. Während seines Studiums wurde er Mitglied der Burschenschaft Allemannia Heidelberg. Nach seinen Examen 1876 und 1881 war er in Elberfeld von 1881 bis zu seinem Tode 1934 als Rechtsanwalt tätig. Er trug den Titel Justizrat.
Von 1901 bis 1906 war er als Angehöriger der Freisinnigen Volkspartei (FVp) Abgeordneter im Provinziallandtag der preußischen Rheinprovinz für Elberfeld, und von 1904 bis 1908 Abgeordneter im preußischen Abgeordnetenhaus für den Wahlkreis Düsseldorf 2 (Elberfeld und Barmen).
Anton Schmitz war von 1910 bis 1917 Sektionsvorsitzender der Sektion Elberfeld des Deutschen und Österreichischen Alpenvereins (DuOeAV).